# Bukovac (Petrovaradin)
Pour les articles homonymes, voir Bukovac.

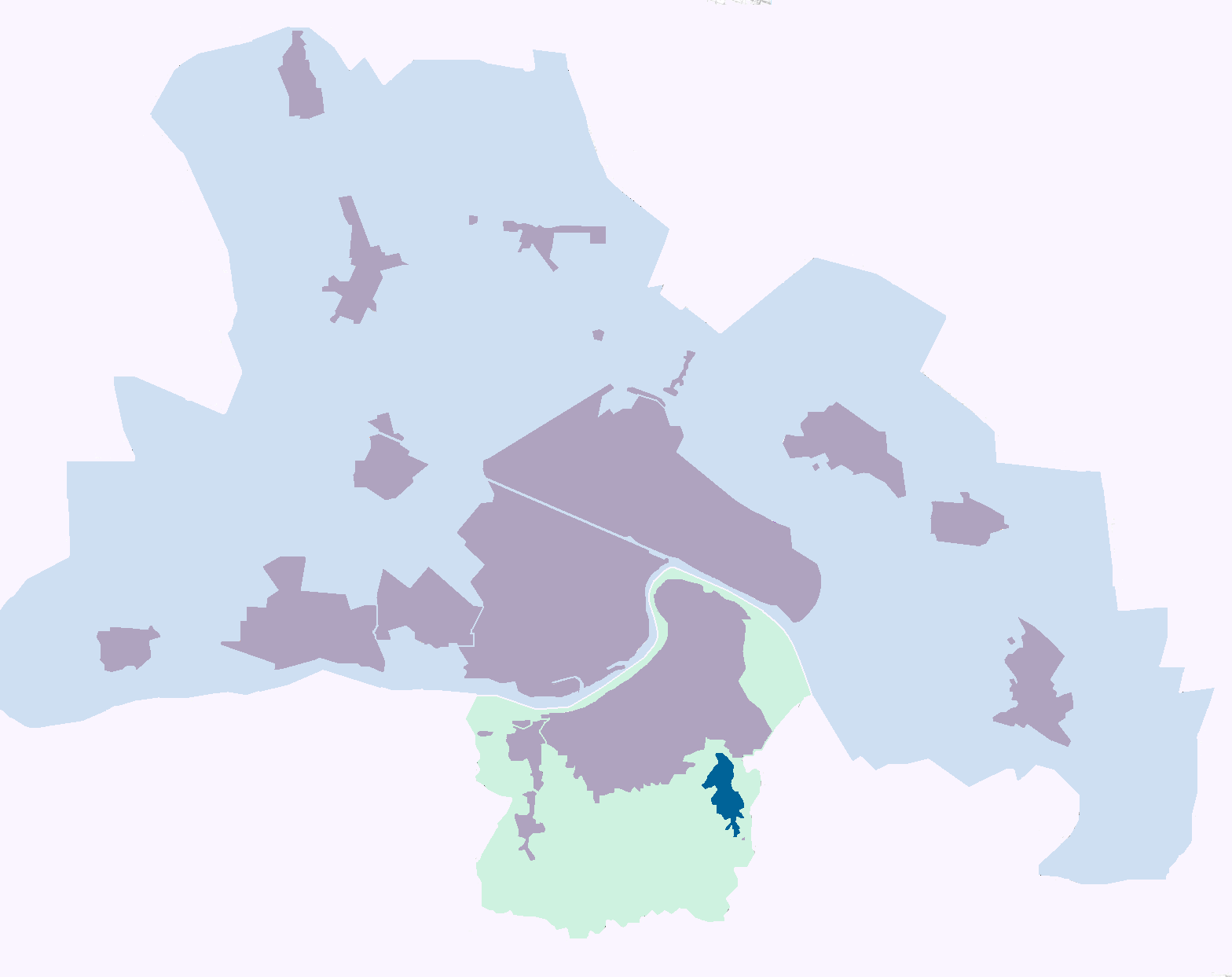
Localisation de Bukovac dans la ville de Novi Sad

Bukovac (en serbe cyrillique : Буковац) est une localité de Serbie située dans la province autonome de Voïvodine. Elle fait partie de la municipalité urbaine de Petrovaradin et se trouve sur le territoire de la ville de Novi Sad, district de Bačka méridionale. Au recensement de 2011, elle comptait 3 936 habitants.
Bukovac est officiellement classé parmi les villages de Serbie. Bien qu'elle fasse partie du district de Bačka méridionale, la localité est située dans la région de Syrmie, au pied de la Fruška gora.

## Géographie

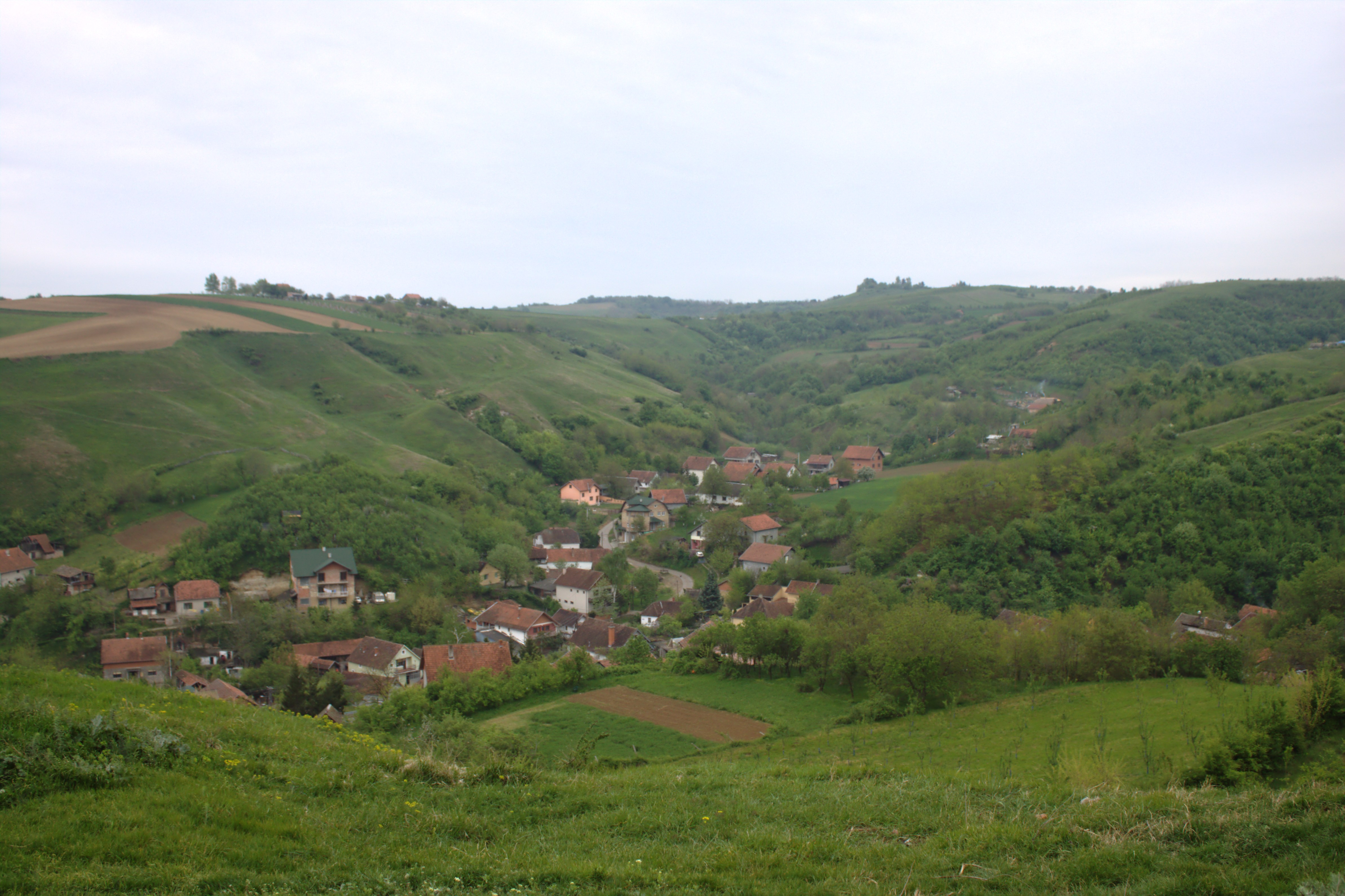
Vue de Bukovac et de la Fruška gora

## Histoire
Bukovac a été fondée pendant la période ottomane, au XVIe siècle, par des colons serbes. L'église de l'Ascension, dans le village, a été construite en 1808.

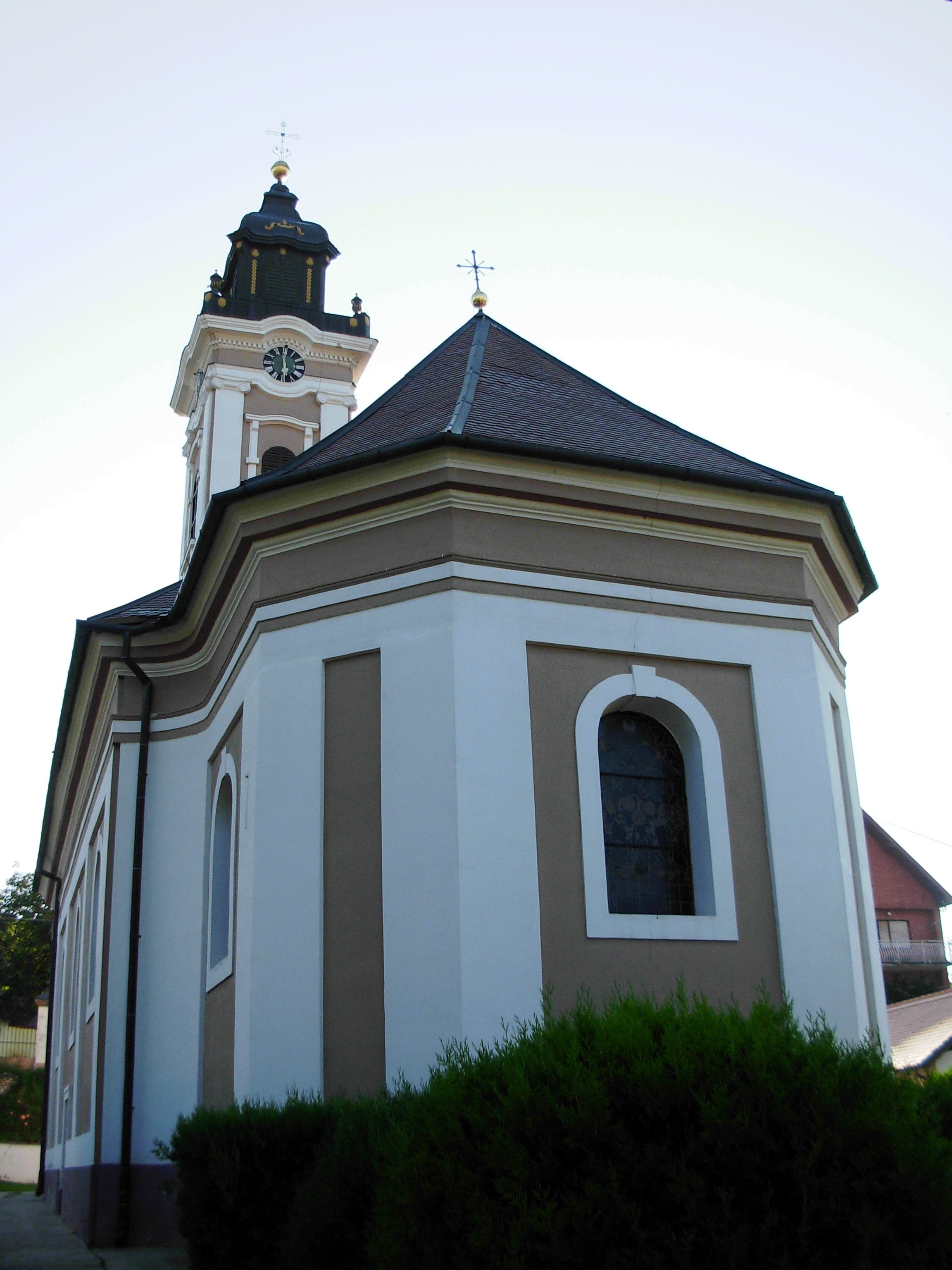
L'église de l'Ascension

## Démographie

### Évolution historique de la population
| 1948 | 1953 | 1961  | 1971  | 1981  | 1991  | 2002  | 2011  |
| ---- | ---- | ----- | ----- | ----- | ----- | ----- | ----- |
| 865  | 869  | 1 329 | 2 012 | 2 641 | 3 040 | 3 585 | 3 936 |

|  |

Bukovac a connu un important développement démographique à la fin des années 1950 et au début des années 1960. Dans les années 1970, des populations venues de Bosnie vinrent également s'installer en Voïvodine, suivies, dans les années 1990, de réfugiés en provenance des républiques de l'ex-Yougoslavie. De ce fait, malgré la natalité négative de la région, la population de Bukovac a continué à augmenter.

### Données de 2002
Pyramide des âges (2002)
En 2002, l'âge moyen de la population était de 35,6 ans pour les hommes et 37,1 ans pour les femmes.
Répartition de la population par nationalités (2002)

### Données de 2011
En 2011, l'âge moyen de la population était de 39,8 ans, 39,2 ans pour les hommes et 40,5 ans pour les femmes.

## Sport
Bukovac possède un club de football, le FK Fruškogorski Partizan.

## Transports
Bukovac est reliée à Novi Sad par la ligne de bus 64.

## Personnalités
La poétesse Milica Stojadinović-Srpkinja (1830-1878) est née à Bukovac. Le compositeur Boris Kovač, né en 1955, est également originaire du village.

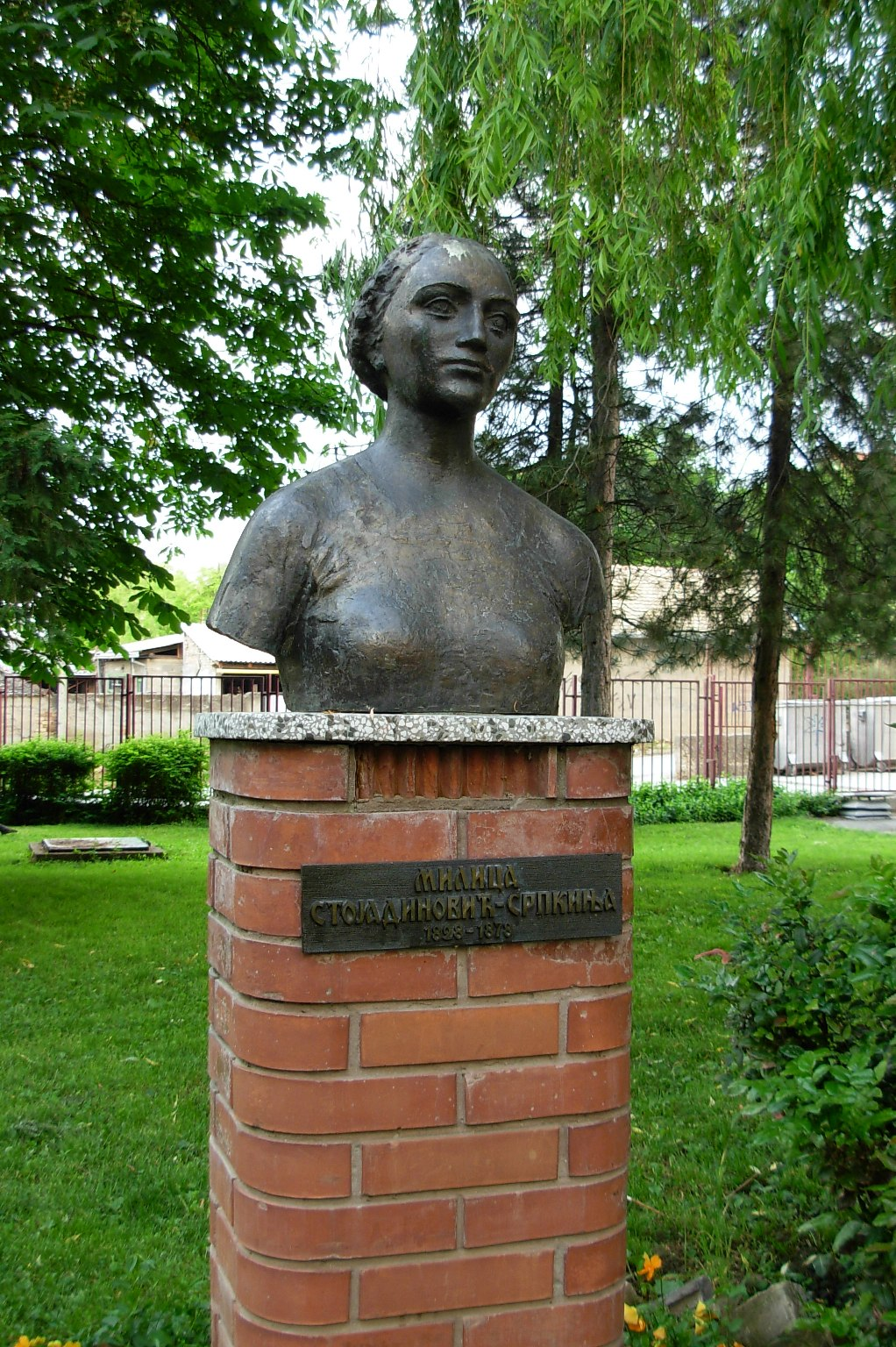
Buste de Milica Stojadinović-Srpkinja à Bukovac